# Salems hembygdsförening

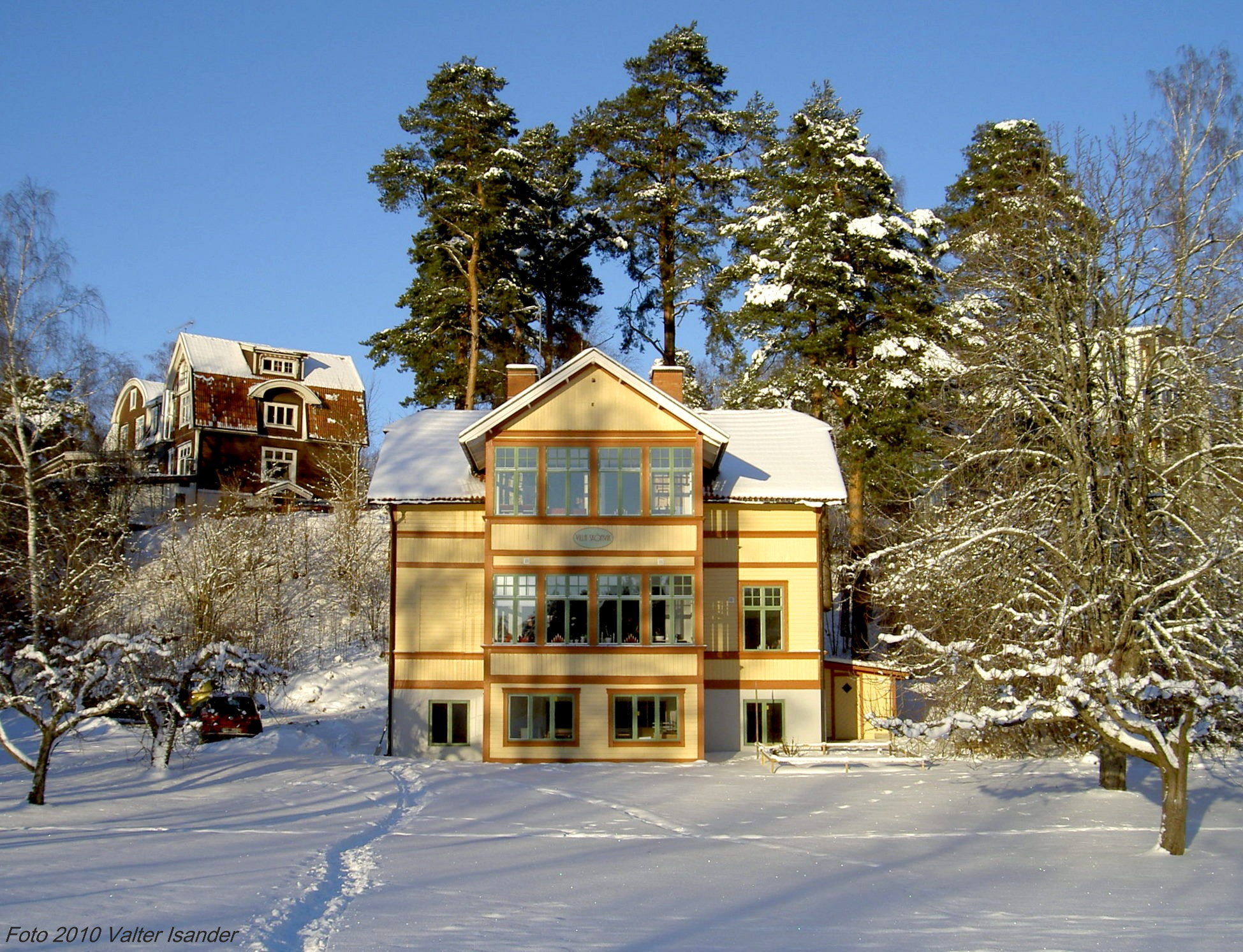
Hembygdsföreningens lolaler i Villa Skönvik.

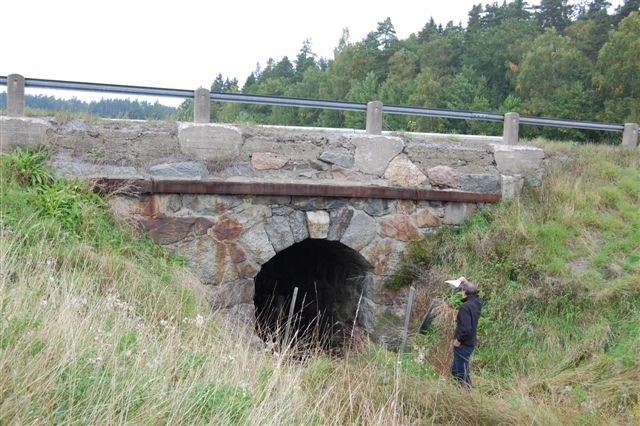
Bro vid gamla Riksettan 2010

Salems hembygdsförening är en hembygdsförening i Salems kommun, Stockholms län. Föreningen bildades 1985.

## Verksamhet
- Föreningens bildarkiv
- Utgivning av Salems hembygdstidning
- Utflyktsverksamhet

## Böcker och skrifter utgivna av föreningen
- Salemsboken, 1973
- Rönninge när seklet var ung
- Villanamn i Rönninge